# SMS Emden
|  | Per a altres significats, vegeu «SMS Emden (1916)». |

El SMS Emden fou un creuer lleuger de la marina de guerra de l'imperi Alemany (Kaiserliche Marine), famós pel seu creuer corsari per aigües de l'oceà Índic a finals de 1914, durant la I Guerra Mundial, en el qual enfonsà i capturà trenta mercants i vaixells de guerra aliats. L'Emden fou batejat a partir de la ciutat alemanya d'Emden, que havia contribuït a finançar-ne la construcció.

## Característiques tècniques
A partir de 1900, la Kaiserliche Marine havia anat desenvolupant un tipus de creuer que poguessin utilitzar-se tant com a exploradors, com a conductors de flotilles, en accions colonials o com a vaixells d'atac a línies comercials enemigues en cas de guerra i, per tant, amb una gran autonomia i capacitat d'actuar lluny de la metròpoli. L'Emden, juntament amb el seu bessó SMS Dresden, amb qui formava classe, fou un dels principals exponents d'aquesta idea. Els dos creuers de la classe representaven una evolució dels anteriors creuers lleugers alemanys, de l'estil del Königsberg. Tenia un castell i un alcàsser força llargs; el casc, d'acer Martin-Siemens, disposava de doble fons i estava dividit en dotze compartiments estancs.
L'Emden fou el darrer vaixell de guerra amb motors de pistons de la marina alemanya, ja que el Dresden estava equipat ja amb turbines de vapor. Igual que molts vaixells del seu temps, les seves dotze calderes Schultz-Thornycroft s'alimentaven amb carbó, que calia introduir constantment de forma manual. Les màquines actuaven sobre dos eixos que culminaven en dues hèlixs de grandària considerable (4,3 m de diàmetre). En les proves, l'Emden assolí una velocitat màxima de 24,1 nusos amb una potència de 16.390 CV.
La protecció es basava en la coberta cuirassada que, en la zona més gruixuda, constava de tres capes (dues d'acer normal i una d'acer Krupp niquelat). A la zona central el gruix era de 50 mm, mentre que cap a proa i popa es reduïa fins a uns 20 mm. Al pont de comandament el gruix variava de 20 mm a 100 mm. La protecció subaquàtica estava assegurada pels compartiments estancs i el doble fons. L'armament principal estava format per 10 peces de 105 mm en muntatges simples: dues al castell, dues a l'alcàsser, dues a la coberta principal i quatre a les bandes. Aquestes peces de 105 mm tenien un abast de 12.200 m i una cadència de 16 trets per minut. També disposava d'armament secundari de 52 mm i diverses metralladores, a més de dos tubs llançatorpedes i canons portàtils per a expedicions a terra.

## Activitat

### Primeres accions
L'Emden s'amarà el 26 de maig de 1908 i entrà en servei a la marina imperial alemanya, la Kaiserliche Marine, el 10 de juliol de 1909. L'1 d'abril de 1910 l'Emden fou assignat a la base naval de la colònia alemanya de Tsingtao (Xina), d'on ja no retornaria mai més. A Tsingtao rebé el sobrenom de «cigne de l'est», per les formes harmonioses del seu casc. La seva primera acció militar fou el gener de 1911 en la supressió de la revolta dels Sokehs a l'illa de Ponape, una de les illes de la colònia alemanya de les illes Marianes. Juntament amb el creuer SMS Nürnberg bombardejà una fortificació rebel i envià un grup a terra per capturar-la.
El maig de 1913 l'Emden fou assignat al capità que el faria famós, el Korvettenkapitän (capità de corbeta) Karl von Müller, nascut el 16 de juny de 1873. Al comandament d'aquest vaixell Müller es guanyà el respecte dels seus enemics i sempre fou un home reservat, que patí freqüents atacs de malària, malaltia de la qual morí el 1923. Pocs mesos després l'Emden fou destinat a combatre una revolta xinesa a la zona del riu Iang-Tsé, acció en la qual combaté, l'agost de 1913, juntament amb vaixells britànics i japonesos.

### La I Guerra Mundial
Com a estudiós de la història naval, el capità Müller era ben conscient de com la flota japonesa havia atrapat i destruït la flota russa a Port Arthur durant la guerra russojaponesa. Així, quan li arribaren notícies d'Europa que la guerra era imminent, Müller decidí salpar del port de Tsingtao, el 31 de juliol 1914 i es trobava a alta mar quan es rebé la notícia de l'inici de les hostilitats. El dia 4 d'agost l'Emden capturà la seva primera presa, el vapor rus Rjasan, abordat per mariners alemanys i dut a Tsingtao. Posteriorment els alemanys reconvertiren el Rjasan en un creuer auxiliar amb vuit canons de 105 mm, procedents del canoner Cormoran.
En aquells moments la colònia de Tsingtao estava envoltada pels enemics: russos, japonesos i francesos tenien bases i vaixells de guerra a les proximitats i la colònia alemanya resultava una presa fàcil. Müller sabia que Tsingtao no podria resistir gaire temps, de manera que es feu de nou a la mar per unir-se a l'esquadra de creuers d'Àsia oriental, comandada per l'almirall Maximilian von Spee, en aquells moments fondejada a Ponape.

### El creuer corsari per l'Índic

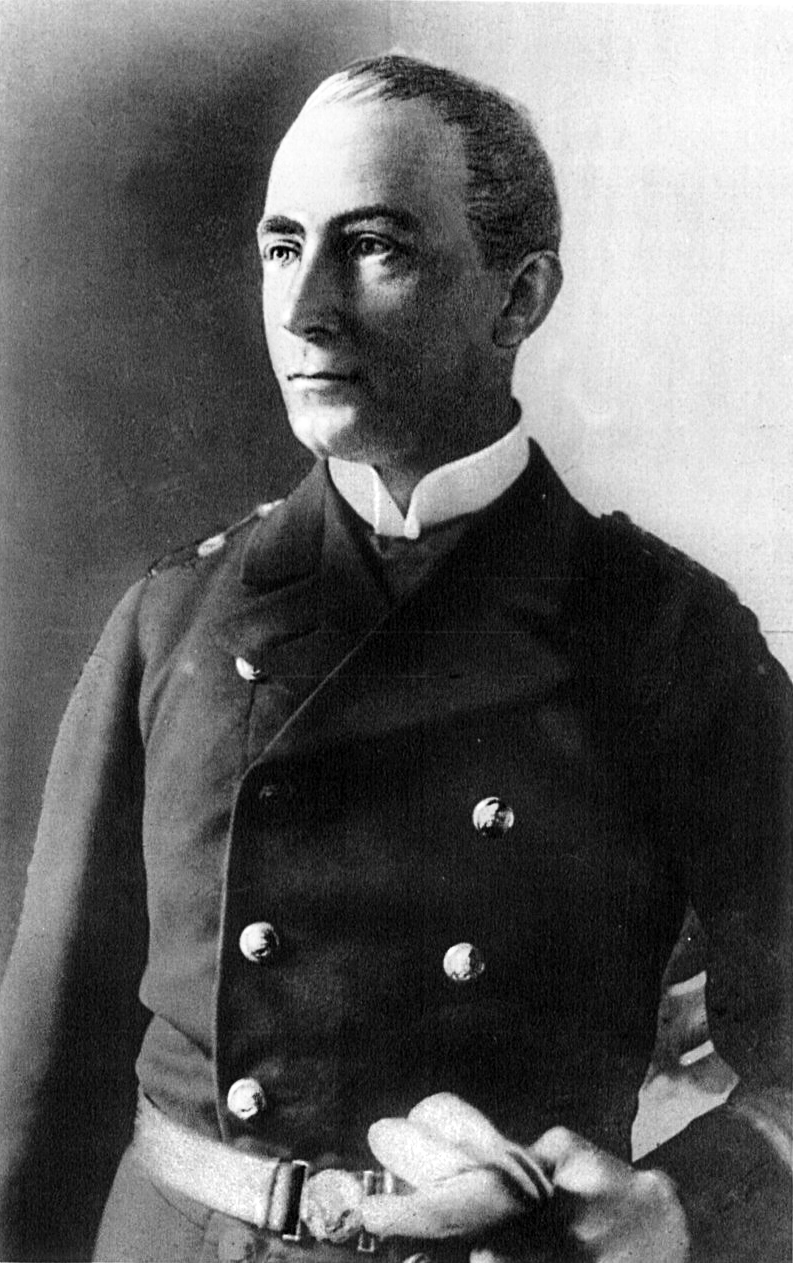
El capità Karl von Müller

El 8 d'agost, l'Emden es trobà amb l'esquadra de Spee, i després d'una reunió amb l'almirall a bord del SMS Scharnhorst obtingué permís per abandonar l'esquadra i dirigir-se cap a l'oceà Índic, amb la intenció d'atacar el comerç marítim britànic. El 14 d'agost, acompanyat del carboner Markomannia, se separà de la flota de Spee, que es dirigiria poc després cap a la costa d'Amèrica del Sud.
El setembre de 1914 l'Emden capturà disset vaixells mercants, tots ells anglesos, excepte un italià i un noruec, que foren alliberats a la zona del golf de Bengala. Gairebé tots els vaixells britànics foren enfonsats, recollint abans la tripulació i, segons els testimonis, el capità Müller es comportà sempre de forma extremadament correcta amb els capitans enemics. Els èxits de l'Emden començaren a causar preocupació als ports aliats de l'Índic; els preus de les assegurances marítimes es dispararen i pocs capitans podien permetre's salpar dels ports. Les autoritats aliades van enviar diversos vaixells per interceptar l'Emden, però aconseguí esquivar les persecucions. Müller col·locà una quarta xemeneia falsa, a popa de les altres, que el feia molt semblant al creuer britànic HMS Yarmouth; alguns capitans mercants britànics resultaren enganyats i s'acostaren a l'Emden pensant que es tractava del Yarmouth, de manera que Müller aconseguí capturar diversos mercants sense gastar munició ni combustible en llargues persecucions.
La nit del 22 de setembre l'Emden s'apropà discretament a la ciutat de Madràs, a la costa oriental de l'Índia i disparà contra els grans tancs de combustible que els britànics guardaven a prop de la ciutat. Després de disparar 130 obusos els tancs quedaren totalment destruïts i la ciutat presa del pànic. Malgrat que l'atac, en el fons, provocà danys poc importants, representà un cop dur per a la moral britànica, que no podia aturar les accions de Müller. Posteriorment l'Emden es dirigí cap al sud, a la costa de Ceilan, fet que desencadenà el pànic entre els britànics que hi residien, fins al punt que un oficial bòer d'origen alemany fou falsament acusat de subministrar queviures al vaixell i fou empresonat. Després, durant uns anys s'espantava als nens amb l'home del sac de l'Emden i a Sri Lanka encara es refereixen a una persona especialment molesta com un Emden, mentre que el terme en malai emandan, derivat d'Emden significa «gros i poderós». A les proximitats de Ceilan i de l'extrem sud de l'Índia, Müller capturà o enfonsà 18 mercants aliats més.
El 9 d'octubre es produí una de les anècdotes més curioses de la I Guerra Mundial: l'Emden arribà a l'atol de Diego Garcia, a l'arxipèlag de Txagos, una possessió britànica on encara no havien arribat notícies de l'esclat de la guerra i on reberen l'Emden amb els braços oberts; tractant-se d'una posició amb poc interès militar Müller no tenia cap interès a comunicar a les autoritats de les illes la nova situació política i aprofità per comprar combustible i subministraments. Posteriorment Müller seguí atacant el comerç aliat a mesura que es dirigia primer cap al nord i després cap a l'est, cap a les illes Nicobar, on carbonejà, i després cap al port de Penang a la península de Malaca. El 28 d'octubre l'Emden entrà en aquest port a màxima velocitat i bombardejà els vaixells aliats que hi estaven fondejats; disparà un torpede contra el vell creuer rus Zhemchug, que s'enfonsà amb una gran explosió. Müller sortí ràpidament del port i el destructor francès Mousquet el perseguí, malgrat que el seu armament era clarament inferior, amb el resultat que els canons més potents de l'Emden l'enfonsaren ràpidament. Un altre destructor francès, el Pistolet també intentà perseguir-lo, però perdé contacte poc després. En aquells moments hi havia uns seixanta vaixells de guerra aliats a l'Índic, buscant l'Emden.

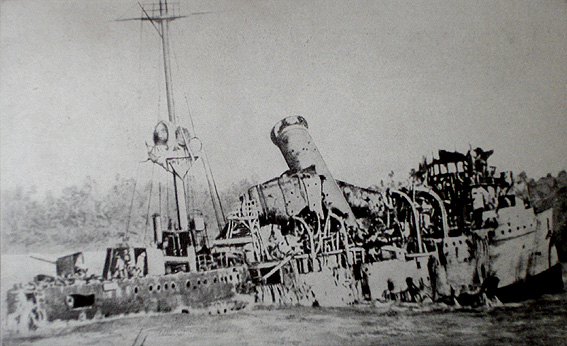
L'Emden després de la seva destrucció.

Un punt clau del sistema de comunicació britànic sense fils a l'Oceà Índic era l'estació de comunicacions a l'illa Direction, a les illes Cocos, i Müller, després de l'assalt al port de Penang, s'hi dirigí per destruir-la. Hi arribà el 9 de novembre de 1914 i Müller envià un escamot de cinquanta homes amb rifles i metralladores per destruir l'estació i tallar els cables submarins. La població civil britànica no oferí resistència i l'escamot d'assalt acordà, en una altra de les anècdotes sorprenents de les accions de l'Emden, no derruir la torre de l'estació per evitar que caigués sobre la pista de tennis propera, i es conformà en destruir els aparells de ràdio i telègraf. Nogensmenys, abans de l'arribada de l'escamot, els operadors de ràdio havien aconseguit emetre un missatge d'avís, que fou recollit pel creuer lleuger australià HMAS Sydney, que es trobava a només 50 milles escortant un comboi. Els radiotelegrafistes alemanys ja sabien de la presència del creuer australià, però deduïren erròniament que es trobava a més de 200 milles, massa lluny per actuar mentre destruïen l'estació de comunicacions. El Sidney només trigà dues hores a arribar a Direction, fet que obligà a Müller a aixecar l'àncora, deixant l'escamot a l'illa Direction, i enfrontar-se al creuer australià.
El Sidney era un vaixell més gran, més ràpid i millor armat que l'Emden. Malgrat una resistència aferrissada i haver destruït un dels canons i el telèmetre del Sidney, després d'una hora de combat l'Emden havia sofert ja greus danys i havia rebut l'impacte de més de 100 obusos del creuer australià. Müller, a les 11:15, feu embarrancar el vaixell a una platja de l'illa de North Keeling; en aquest moment el Sidney, suposant la rendició del vaixell alemany, abandonà l'escena per perseguir breument un carboner que havia ajudat l'Emden. Posteriorment tornà a la platja on l'Emden seguia embarrancat i el capità del Sidney, John Glossop, s'adonà que l'Emden seguia onejant la bandera de batalla, de manera que envià un senyal de rendició; davant la manca de resposta Glossop ordenà obrir foc, fins que Müller, sense cap altra possibilitat, decidí rendir-se. Les pèrdues alemanyes foren de 131 morts i 65 ferits; el capità Müller i la seva tripulació foren capturats pels britànics i poc després l'Emden fou destruït. Posteriorment, la mascota de l'Emden, una figura femenina de bronze de 12 cm fou regalada al governador en funcions de les illes Andaman i Nicobar, John Hope Simpson, mentre que un dels canons de 105 mm s'instal·là en un monument al Hyde Park de Sydney i un altre a l'Australian War Memorial de Canberra.
Durant la batalla, l'escamot alemany que es quedà a terra capturà una goleta de 123 tones i tres pals, l'Ayesha, i es dirigí cap a Padang, a Sumatra, a les Índies Orientals Holandeses, territori neutral, on posteriorment fou recollit per un mercant alemany el dia 13 de desembre. A bord d'aquest vaixell l'escamot arribà al Iemen, aleshores part de l'Imperi Otomà aliat d'Alemanya, i fins a Turquia, a través de l'Hijaz i el Mar Roig, el 5 de maig de 1915 i, finalment, aconseguí arribar a Alemanya, on foren rebuts com a herois i repartits posteriorment a diversos fronts.

### Conseqüències del creuer de l'Emden
En tres mesos d'activitat, l'Emden havia recorregut 30.000 milles sense ser interceptat, havia enfonsat, capturat o aturat més de 30 vaixells i, en total havia fet perdre als aliats més de 70.000 tones de vaixells mercants. L'activitat corsària de l'Emden, així com la del Karlsruhe i la del Königsberg, causà preocupació a l'almirallat britànic, però després de la destrucció d'aquests vaixells i la de l'esquadra de Spee a la batalla de les Malvines, el cert és que els alemanys no disposaven de més vaixells a ultramar capaços de repetir les accions d'aquests primers corsaris i cap esquadra de la Kaiserliche Marine intentà sortir del Mar del Nord per atacar el comerç aliat, excepte el cas aïllat del creuer auxiliar Kaiser Wilhelm der Grösse.
El creuer corsari de l'Emden constitueix un dels episodis més famosos de la guerra naval durant la I Guerra Mundial, amb una estranya combinació de guerra moderna i antiquada cavallerositat bèl·lica (tant Müller com Glossop es comportaren sempre amb una gran correcció amb els seus presoners i amb la població civil), que ja en aquell moment contrastava vivament amb les condicions de la guerra terrestre a Europa.